# Piotr Mańkowski (duchowny)
Piotr Mańkowski herbu Zaremba (ur. 1 listopada 1866 w Saince na Podolu, zm. 8 kwietnia 1933) – polski duchowny rzymskokatolicki, biskup kamieniecki, tytularny arcybiskup Enei (łac. Aenus).
Syn Walerego i Tekli z Saryusz – Łaźnińskich. Po śmierci ojca w 1871 r. wraz z matką i całym rodzeństwem zamieszkali od 1872 r. do 1885 r. w Dreźnie i tu też zdał maturę. W latach 1885 – 1888 studiował i ukończył rolnictwo na Uniwersytecie we Wrocławiu.
W 1896 wstąpił do Seminarium i w 1899 przyjął święcenia kapłańskie. W 1902 r. objął stanowisko proboszcza przy byłym kościele katedralnym w Żytomierzu. W 1911 został usunięty z probostwa przez władze rosyjskie, rozpoczął pracę w kurii żytomierskiej jako kancelista, jednocześnie studiując liturgikę.
Okres I wojny światowej spędził w Galicji, gdzie pełnił obowiązki wikariusza okupowanej przez Austriaków części diecezji żytomierskiej, (wikariuszem generalnym diecezji łucko-żytomierskiej i kamienieckiej był w tym czasie, do 1917, ks. prałat dziekan Gustaw Jełowicki)
Piotr Mańkowski 25 września 1918 r. prekonizowany na biskupa kamienieckiego, a 30 listopada konsekrowany przez Adama Stefana Sapiehę na biskupa kamienieckiego. Ingres do Katedry odbył się 8 grudnia 1919, a pół roku później (5 lipca 1920 r.) po Pokoju ryskim został zmuszony do opuszczenia diecezji, a administratorem diecezji ustanowił ks. Jana Świderskiego. Osiadł w Buczaczu, gdzie założył Małe Seminarium Duchowne.
Na skutek sytuacji politycznej, zmiany granic i nacisków Stolicy Apostolskiej, zrezygnował z biskupstwa kamienieckiego i został w 1926 r. tutularnym arcybiskupem enejskim. Ostatnie lata życia spędził we Włodzimierzu Wołyńskim w diecezji łuckiej.
Zmarł nagle 8 kwietnia 1933. Pochowany został w podziemiach katedry w Łucku. Po 17 września 1939 r. po zajęciu Łucka przez wojska radzieckie, prochy jego zostały sprofanowane.
Pozostawił po sobie: prace teologiczne, tłumaczenia, m.in. z j. francuskiego klasyczne dzieło z dziedziny duchowości i ascetyki Zarys teologii ascetycznej i mistycznej Adolphe'a Tanquereya, oraz „Pamiętniki” wydane w Warszawie w 2002 r.
Braćmi Piotra Mańkowskiego byli: 1. Aleksander (1855–1924), dramatopisarz, ożeniony z Wiktorią hr. di Carpegna ks. Falconieri. 2. Leon (1858–1909) – ukończył doktoratem filologię słowiańską, studiował i habilitował się z sanskrytu w Wiedniu, a następnie został profesorem Uniwersytetu Jagiellońskiego. Ożeniony 1-o voto z Cecylią Saryusz Zaleska; 2-o voto Zofią Michałowską. 3. Jan (1860–1919) – właściciel Sainki (Саїнка), absolwent Politechniki Drezdeńskiej, ożeniony z Paulą Jełowicką.